# Lliga de Curaçao de futbol
La lliga de Curaçao de futbol, anomenada Promé Divishon (Primera Divisió) o Liga MCB 1st Division per patrocini, és la màxima competició de Curaçao de futbol.
La C.V.B. (Curaçaosche Voetbal Bond) va ser fundada el 2 de novembre de 1921 i el mateix any organitzà el primer campionat. Més tard adoptà el nom Federashon Futbol Korsou en l'idioma local papiament. Fins a l'any 2010 els millors clubs de Curaçao es classificaven per al Campionat de les Antilles Neerlandeses de futbol.

## Clubs participants
Alguns dels equips participants al campionat són:
- Sport Unie Brion Trappers (Willemstad) [a]
- CRKSV Jong Holland (Willemstad)
- CRKSV Jong Colombia (Boka Sami)
- RKV FC Sithoc (Willemstad) [b]
- Centro Social Deportivo Barber (Barber)
- RKSV Centro Dominguito (Dominguito, Willemstad)
- Union Deportivo Banda Abou (Banda Abou) [c]
- RKSV Scherpenheuvel (Skerpene, Willemstad)
- SV Vesta (Willemstad) [d]
- SV Victory Boys (Noord Zapateer, Willemstad)

## Historial
Font:
Curaçaosche Voetbal Bond
- 1921:  CVV Sparta (1)
- 1921-22:  MVC Juliana (1)
- 1922-23:  CVV Sparta (2)
- 1923-24: No finalitzat
- 1924-25:  CVV Sparta (3)
- 1925-26:  CRKSV Jong Holland (1)
- 1926-27:  Dutch Football Club (1)
- 1928:  CRKSV Jong Holland (2)
- 1929:  SOV Asiento (1)
- 1930:  SOV Asiento (2)
- 1931:  CVV Volharding (1)
- 1932:  CRKSV Jong Holland (3)
- 1933:  VV Transvaal (1)
- 1934-35:  SOV Asiento (3)
- 1935-36:  CRKSV Jong Holland (4)
- 1936-37:  SV Racing Club Curaçao (1)
- 1937-38:  CRKSV Jong Holland (5)
- 1938:  SV SUBT (1)
- 1939: No finalitzat
- 1940:  CRKSV Jong Holland (6)
- 1940-42:  SV SUBT (2)
- 1942-43:  Sportclub Independiente (1)
- 1943-44:  CRKSV Jong Holland (7)
- 1944-46:  SV SUBT (3)[e]
- 1946: No finalitzat
- 1947:  SV SUBT (4)
- 1948-49:  CRKSV Jong Holland (8)
- 1949-50:  CRKSV Jong Holland (9)
- 1950-51:  SV SUBT (5)
- 1951-52:  SV SUBT (6)
- 1952-53:  CRKSV Jong Holland (10)
- 1953-54:  SV SUBT (7)
- 1954-55: No es disputà
- 1955-56:  SV SUBT (8)
- 1956:  SV SUBT (9)
- 1957: No es disputà
- 1958-59:  SV SUBT (10)
- 1959-60:  CRKSV Jong Holland (11)
- 1960-61:  RKVFC Sithoc (1)
- 1961-62:  RKVFC Sithoc (2)
- 1962-63:  SV Veendam (1)
- 1963-64:  CRKSV Jong Colombia (1)
- 1964-65:  RKSV Scherpenheuvel (1)
- 1965-66:  CRKSV Jong Colombia (2)
- 1966-67:  CRKSV Jong Colombia (3)
- 1967-68:  CRKSV Jong Colombia (4)
- 1968-69:  RKSV Scherpenheuvel (2)
- 1969-70:  CRKSV Jong Colombia (5)
- 1970-71: No es disputà
- 1971-72:  SV SUBT (11)
- 1972-73:  CRKSV Jong Colombia (6)

Sekshon Pagá
- 1974-75:  CRKSV Jong Colombia (7)
- 1975-76:  CRKSV Jong Colombia (8)
- 1977:  SV SUBT (12)
- 1978:  CRKSV Jong Holland (12)
- 1979:  SV SUBT (13)
- 1980:  SV SUBT (14)
- 1981:  CRKSV Jong Holland (13)
- 1982:  SV SUBT (15)
- 1983:  SV SUBT (16)
- 1984:  SV SUBT (17)
- 1985:  SV SUBT (18)
- 1986:  RKVFC Sithoc (3)
- 1987:  RKSV Centro Dominguito (1)
- 1988:  CRKSV Jong Colombia (9)
- 1989:  RKVFC Sithoc (4)
- 1990-91:  RKVFC Sithoc (5)
- 1991:  RKVFC Sithoc (6)
- 1992:  RKVFC Sithoc (7)
- 1993:  RKVFC Sithoc (8)
- 1994:  CRKSV Jong Colombia (10)
- 1995-96:  RKVFC Sithoc (9)
- 1996:  UNDEBA (1)
- 1997:  UNDEBA (2)
- 1998-99:  CRKSV Jong Holland (14)
- 2000:  CRKSV Jong Colombia (11)
- 2001-02:  CSD Barber (1)
- 2002-03:  CSD Barber (2)
- 2003-04:  CSD Barber (3)
- 2004-05:  CSD Barber (4)
- 2005-06:  UNDEBA (3)
- 2006-07:  CSD Barber (5)
- 2007-08:  UNDEBA (4)
- 2009:  SV Hubentut Fortuna (1)
- 2009-10:  SV Hubentut Fortuna (2)
- 2010-11:  SV Hubentut Fortuna (3)
- 2012:  RKSV Centro Dominguito (2)
- 2013:  RKSV Centro Dominguito (3)
- 2014:  CSD Barber (6)
- 2015:  RKSV Centro Dominguito (4)

Promé Divishon
- 2016:  RKSV Centro Dominguito (5)
- 2017:  RKSV Centro Dominguito (6)
- 2017-18:  CRKSV Jong Holland (15)
- 2018-19:  SV Vesta (1)
- 2019-20:  RKSV Scherpenheuvel (3)
- 2021:  CRKSV Jong Holland (16)
- 2022:  CRKSV Jong Holland (17)
- 2023-24: